# Цикл while

Діаграма циклу while

У більшості мов комп'ютерного програмування цикл while є оператором потоку керування, який дозволяє багаторазово виконувати код на основі заданої булевої умови. Цикл while можна розглядати як повторюваний умовний перехід (оператор if).

## Огляд
Конструкція while складається з блоку коду та умови/виразу.
Умова/вираз оцінюється, і якщо умова/вираз істинне, виконується код у межах усіх наступних у блоці. Це повторюється, доки умова/вираз не стане false. Оскільки цикл while перевіряє умову/вираз перед виконанням блоку, структуру керування часто також називають циклом з передумовою . Порівняйте це з циклом do while, який перевіряє умову/вираз після виконання циклу.
Наприклад, у мовах C, Java, C#, Objective-C і C++ (які в цьому випадку використовують однаковий синтаксис), фрагмент коду
```
int
 
x
 
=
 
0
;

while
 
(
x
 
<
 
5
)
 
{

  
printf
 
(
"x = %d
\n
"
,
 
x
);

  
x
++
;

}

```

спочатку перевіряє, чи x менший за 5, а це так, а потім вводиться {тіло циклу}, де виконується функція printf і x збільшується на 1. Після виконання всіх операторів у тілі циклу умова (x < 5) перевіряється знову, і цикл виконується знову, цей процес повторюється, доки змінна x не матиме значення 5.
Можливо, а в деяких випадках і бажано, щоб умова завжди оцінювалася як істинна, створюючи нескінченний цикл. Коли такий цикл створюється навмисно, зазвичай існує інша керуюча структура (наприклад, оператор break), яка керує завершенням циклу. Наприклад:
```
while
 
(
true
)
 
{

  
// do complicated stuff

  
if
 
(
someCondition
)

    
break
;

  
// more stuff

}

```

## Демонстрація циклівwhile
Наведені приклади різними мовами програмування демонструють розрахунок факторіалу числа 5 із використанням циклу while.

### ActionScript 3
```
var
 
counter
:
 
int
 
=
 
5
;

var
 
factorial
:
 
int
 
=
 
1
;

while
 
(
counter
 
>
 
1
)
 
{

    
factorial
 
*=
 
counter
;

    
counter
--;

}

Printf
(
"Factorial = %d"
,
 
factorial
);

```

### Ada
```
with
 
Ada.Integer_Text_IO
;

procedure
 
Factorial
 
is

    
Counter
   
:
 
Integer
 
:=
 
5
;

    
Factorial
 
:
 
Integer
 
:=
 
1
;

begin

    
while
 
Counter
 
>
 
0
 
loop

        
Factorial
 
:=
 
Factorial
 
*
 
Counter
;

        
Counter
   
:=
 
Counter
 
-
 
1
;

    
end
 
loop
;

    
Ada
.
Integer_Text_IO
.
Put
 
(
Factorial
);

end
 
Factorial
;

```

### Small Basic
```
counter
 
=
 
5
    
' Counter = 5

factorial
 
=
 
1
  
' initial value of variable "factorial"

While
 
counter
 
>
 
0

    
factorial
 
=
 
factorial
 
*
 
counter

    
counter
 
=
 
counter
 
-
 
1

    
TextWindow
.
WriteLine
(
counter
)

EndWhile

```

### Visual Basic
```
Dim
 
counter
 
As
 
Integer
 
=
 
5
    
' init variable and set value

Dim
 
factorial
 
As
 
Integer
 
=
 
1
  
' initialize factorial variable

Do
 
While
 
counter
 
>
 
0

    
factorial
 
=
 
factorial
 
*
 
counter

    
counter
 
=
 
counter
 
-
 
1

Loop
     
' program goes here, until counter = 0

'Debug.Print factorial         ' Console.WriteLine(factorial) in Visual Basic .NET

```

### C, C++
```
int
 
main
()
 
{

    
int
 
count
 
=
 
5
;

    
int
 
factorial
 
=
 
1
;

    
while
 
(
count
 
>
 
1
)

        
factorial
 
*=
 
count
--
;

    
printf
(
"%d"
,
 
factorial
);

}

```

### Fortran
```
program 
FactorialProg

    
integer
 
::
 
counter
 
=
 
5

    
integer
 
::
 
factorial
 
=
 
1

    
do while
 
(
counter
 
>
 
0
)

        
factorial
 
=
 
factorial
 
*
 
counter

        
counter
 
=
 
counter
 
-
 
1

    
end do

    print
 
*
,
 
factorial

end program 
FactorialProg

```

### Java, C#, D
Код для циклу while є однаковим у Java, C# та D:
```
int
 
counter
 
=
 
5
;

int
 
factorial
 
=
 
1
;

while
 
(
counter
 
>
 
1
)

    
factorial
 
*=
 
counter
--
;

```

### JavaScript
```
let
 
counter
 
=
 
5
;

let
 
factorial
 
=
 
1
;

while
 
(
counter
 
>
 
1
)

    
factorial
 
*=
 
counter
--
;

console
.
log
(
factorial
);

```

### Pascal
Pascal має дві форми циклу while: while і repeat. While повторює один оператор (якщо він не укладений у блок begin-end), доки умова є істинною. Інструкція repeat повторно виконує блок з одного або кількох операторів через оператор until і продовжує повторюватися, якщо умова не є помилковою. Основна відмінність між ними полягає в тому, що цикл while може виконуватися нуль разів, якщо умова початково хибна, цикл repeat-until завжди виконується принаймні один раз.
```
program
 
Factorial1
;

var

    
Fv
:
 
integer
;

    
procedure
 
fact
(
counter
:
integer
)
;

    
var

        
Factorial
:
 
integer
;

    
begin

         
Factorial
 
:=
 
1
;

         
while
 
Counter
 
>
 
0
 
do

         
begin

             
Factorial
 
:=
 
Factorial
 
*
 
Counter
;

             
Counter
 
:=
 
Counter
 
-
 
1

         
end
;

         
WriteLn
(
Factorial
)

     
end
;

begin

    
Write
(
'Enter a number to return its factorial: '
)
;

    
readln
(
fv
)
;

    
repeat

         
fact
(
fv
)
;

         
Write
(
'Enter another number to return its factorial (or 0 to quit): '
)
;

     
until
 
fv
=
0
;

end
.

```

Цикли While часто використовуються для читання даних рядок за рядком (як визначено роздільником рядків $/) із відкритих дескрипторів файлів:
```
open
 
IN
,
 
"<test.txt"
;

while
 
(
<IN>
)
 
{

    
print
;

}

close
 
IN
;

```

### PHP
```
$counter
 
=
 
5
;

$factorial
 
=
 
1
;

while
 
(
$counter
 
>
 
0
)
 
{

    
$factorial
 
*=
 
$counter
--
;
 
// Multiply, then decrement.

}

echo
 
$factorial
;

```

### Python
```
counter
 
=
 
5
                           
# Set the value to 5

factorial
 
=
 
1
                         
# Set the value to 1

while
 
counter
 
>
 
0
:
                    
# While counter(5) is greater than 0

    
factorial
 
*=
 
counter
              
# Set new value of factorial to counter.

    
counter
 
-=
 
1
                      
# Set the counter to counter - 1.

print
(
factorial
)
                      
# Print the value of factorial.

```

Нескінченний цикл while:
```
while
 
True
:

    
print
(
"Help! I'm stuck in a loop!"
)

```